# Maria Trzcińska
Maria (Marianna) Trzcińska (née le 22 mars 1931 - morte le 22 décembre 2011 à Varsovie) est une historienne et juge polonaise.

## Thèse
Après l'effondrement de l'empire soviétique en 1989, Trzcińska affirme que le nombre de victimes de KL Warschau est de 200 000, soit 10 fois plus que celui généralement admis par les historiens. Elle a affirmé que le camp était doté de chambres à gaz, affirmation rejetée par l'IPN pour manque de preuves,,.